# Nemotha coomani
Nemotha coomani es una especie de mantis de la familia Iridopterygidae.

## Distribución geográfica
Se encuentra en Vietnam.